# Давыдова, Вера Александровна
Ве́ра Алекса́ндровна Давы́дова (по мужу — Мчедлидзе; 17 (30) сентября 1906, Нижний Новгород, Российская империя — 19 февраля 1993, Тбилиси, Грузия) — советская оперная певица (меццо-сопрано) и педагог. Народная артистка РСФСР (1951). Народная артистка Грузинской ССР (1981). Лауреат трёх Сталинских премий первой степени (1946, 1950, 1951). Член ВКП(б) с 1951 года.

## Биография
- Родилась 17 (30) сентября 1906 года в Нижнем Новгороде в семье землемера и народной учительницы; младшая из пяти детей.
В раннем детстве была увезена матерью в Хабаровск. В 1910 переехала по месту службы матери в Николаевск-на-Амуре. Первым учителем музыки Веры стал дальний родственник и новый муж матери Михаил Флёров. В 1912 году поступила в женскую школу, брала уроки фортепиано; впервые вышла на сцену в концерте по случаю 100-летия Бородинского сражения — пела соло в песнях «Бородино» на слова М. Ю. Лермонтова и «Душечки-девицы» А. С. Даргомыжского.
Во время Гражданской войны Давыдовых и Флёрова взяли с собой отступавшие анархисты. После освобождения партизанами беженцы с трудом добрались до Благовещенска, где уже установилась советская власть. Вера продолжила учёбу, занималась с пианисткой Л. В. Куксинской, по её протекции стала солисткой в хоре местного кафедрального собора под руководством регента И. И. Райского. Занималась вокалом с И. П. Ахматовым, учеником И. П. Прянишникова. В 1922 году вступила в оперное товарищество. Первые партии — няня в «Евгении Онегине» и Флора в «Травиате».
В 1924 году по совету гастролировавшего в Благовещенске А. М. Лабинского уехала в Петроград к брату Константину, занимавшемуся частным образом у Е. В. Девос-Соболевой, по классу которой в 1930 году Вера окончила Ленинградскую государственную консерваторию имени Н. А. Римского Корсакова. Занималась в оперной студии под руководством И. Ершова. 
Во время учёбы вышла замуж за Д.С. Мчедлидзе (1904—1984) — советский певец, режиссёр, педагог, народный артист Грузинской ССР (1954).                 С 1933—1950 — солист Большого театра СССР, с 1950—1952 — заведующий оперной труппой и репертуарной частью. С 1952—1973 гг. — солист, директор и режиссёр Тбилисского театра оперы и балета им. З.П. Палиашвили.  С 1954 года преподаватель, доцент с 1962, профессор с 1977 года Тбилисской государственной консерватории им. В. Сараджишвили. 
В 1929 году дебютировала в Ленинградском театре оперы и балета имени С. М. Кирова. Участвовала в концертном исполнении «Парсифаля» Р. Вагнера (партия «Голос с неба») под управлением гастролировавшего О. Клемперера.
В 1932—1956 годах солистка Большого театра.
В 1941—1943 пела в Тбилисской опере, выезжала с концертами в Азербайджан, Армению, на Черноморье. Выступала перед пограничниками, в госпиталях. Дала сольный концерт, сбор от которого передала в Фонд обороны.
В 1946 удостоена Сталинской премии I степени за уникальный цикл из семи концертов «История развития русского романса».
С 1959 года преподаватель Тбилисской государственной консерватории (с 1964 года — профессор).
Депутат ВС РСФСР 2—3 созыва.
Умерла 19 февраля 1993 года. Похоронена в Дидубийском пантеоне.

## Мемуары
В год смерти Веры Давыдовой Леонард Гендлин опубликовал бестселлер «Исповедь любовницы Сталина», который позиционировался как её исповедальные мемуары. Родственники певицы отрицают её участие в создании книги.

## Оперные партии
- «Гугеноты» Дж. Мейербера — паж Урбан
- «Царская невеста» Н. А. Римского-Корсакова — Любаша
- «Садко» — Н. А. Римского-Корсакова — Любава
- «Хованщина» М. П. Мусоргского — Марфа
- «Тихий Дон» И. И. Дзержинского — Аксинья
- «Кармен» Ж. Бизе — Кармен
- «Аида» Дж. Верди — Амнерис
- «Мать» В. В. Желобинского — Ниловна
- «Броненосец „Потёмкин“» О. С. Чишко — Груня

## Награды и премии
- Сталинская премия первой степени (1946) — за выдающиеся достижения в области театрально-вокального искусства
- Сталинская премия первой степени (1950) — за исполнение партии Любавы в оперном спектакле «Садко» Н. А. Римского-Корсакова
- Сталинская премия первой степени (1951) — за исполнение партии Марфы в оперном спектакле «Хованщина» М. П. Мусоргского
- народная артистка РСФСР (1951)
- народная артистка Грузинской ССР (1981)
- заслуженная артистка РСФСР (1937)
- орден «Знак Почёта» (02.06.1937) — за выдающиеся заслуги в деле развития оперного и балетного искусства
- два ордена Трудового Красного Знамени (27.05.1951[3] и 25.05.1976[4])
- медали